# Christina Smolke

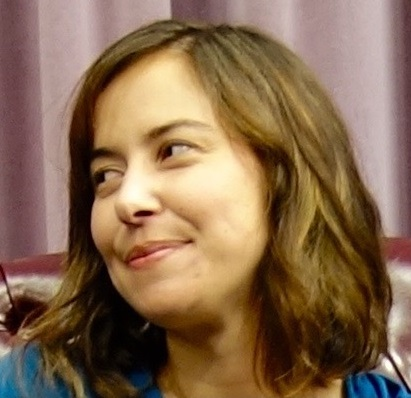
Christina Smolke

Christina D. Smolke (* 1975) ist eine US-amerikanische Chemieingenieurin und Systembiologin, die Professorin an der Stanford University ist.

## Leben
Christina Smolke studierte Chemieingenieurwesen an der University of Southern California mit dem Bachelor-Abschluss 1997 und wurde 2001 an der University of California in Berkeley als Chemieingenieurin promoviert. Dort war sie danach Postdoktorandin in Zellbiologie. Von 2003 bis 2010 war sie am Caltech. Sie ist Professorin für Bioingenieurswesen in Stanford, wo sie seit 2009 ist, und Mitglied des Stanford Neuroscience Institute.
Sie benutzt gentechnische Methoden, um Naturstoffe herzustellen (Synthetische Biologie), wobei die Synthesewege teilweise auf völlig neue Art und Weise (unabhängig von Realisierungen in der Natur) „am Reißbrett“ entworfen und dem Stoffwechsel der Wirtszellen angepasst werden. So gelang ihr 2015 die gentechnische Erzeugung der Opiate Thebain und Hydrocodon mit Hefezellen, die diese Substanzen aus Glucose aufbauten. Dabei wurden 23 Gene von Pflanzen, Bakterien und Ratten in das Hefe-Genom eingebaut und die Wirkung verschiedener Enzyme optimiert (so wurde ein Enzymschritt eingebaut, der S-Reticulin in R-Reticulin umwandelt, wobei Reticulin eine Vorstufe der Morphin-Biosynthese in Mohn ist).
Um die begrenzten Kenntnisse über die Funktionen und das Zusammenspiel von Genen in der Natur zu umgehen, entwickelt ihr Labor massiv parallele Arrays, in denen die Funktionalität neuer Gen-Zusammenstellungen in Zellen erkundet werden kann.
2004 gehörte sie zu den Top 35 Young Innovators of the World des Technology Review, 2005 erhielt sie den Beckman Young Investigator Award, 2006 den National Science Foundation Career Award und 2008 war sie Sloan Research Fellow. 2012 erhielt sie den National Institutes of Health Director’s Pioneer Award.

## Schriften
- C. D. Smolke (Herausgeber): Metabolic pathway engineering handbook, 2 Bände, CRC Press 2009
- Win, Maung Nyan, Christina D. Smolke. A modular and extensible RNA-based gene-regulatory platform for engineering cellular function, Proceedings of the National Academy of Sciences, Band 104, 2007, S. 14283–14288.
- Travis S. Bayer, Christina D. Smolke: Programmable ligand-controlled riboregulators of eukaryotic gene expression, Nature Biotechnology, Band 23, 2005, S. 337–343.
- mit Brian J. Pfleger u. a.: Combinatorial engineering of intergenic regions in operons tunes expression of multiple genes, Nature Biotechnology, Band 24, 2006, S. 1027–1032.
- K. M. Hawkins, C. D. Smolke: Production of benzylisoquinoline alkaloids in Saccharomyces cerevisiae. Nat. Chem. Biol., Band 4, 2008, 564-73.
- Maung-Nyan Win, C. D. Smolke: Higher-order cellular information processing with synthetic RNA devices. Science, Band 322, 2008, S. 456–60.
- Y. Y. Chen, M. C. Jensen, C. D. Smolke: Genetic control of mammalian T-cell proliferation with synthetic RNA regulatory systems. Proc. Natl. Acad. Sci. USA., Band 107, 2010, S. 8531–6.
- S. J. Culler, K. G. Hoff, C. D. Smolke: Reprogramming cellular behavior with RNA controllers responsive to endogenous proteins. Science, Band 330, 2010, S. 1251–5.
- J. C. Liang, A. L. Chang, A. B. Kennedy, C. D. Smolke: A high-throughput, quantitative cell-based screen for efficient tailoring of RNA device activity. In: Nucleic acids research. Band 40, Nummer 20, November 2012, S. e154, doi:10.1093/nar/gks636, PMID 22810204, PMC 3488204 (freier Volltext).
- J. K. Michener, C.D. Smolke: High-throughput enzyme evolution in Saccharomyces cerevisiae using a synthetic RNA switch. Metab. Eng., Band 14, 2012, S. 306–16.
- K. E. Galloway E. France, C. D. Smolke: Dynamically reshaping signaling networks to program cell fate via genetic controllers. Science, Band 341, 2013, 1235005.
- K. Thodey K, S. Galanie, C. D. Smolke: A microbial biomanufacturing platform for natural and semi-synthetic opioids. Nat. Chem. Biol., Band 10, 2014, S. 837–844
- R. J. Bloom, S. M. Winkler, C. D. Smolke: A quantitative framework for the forward design of synthetic miRNA circuits. Nature methods, Band 11, 2014, S. 1147–1153
- Stephanie Galanie, Kate Thodey, Isis J. Trenchard, Maria Filsinger Interrante, Christina D. Smolke: Complete biosynthesis of opioids in yeast, Science, Band 349, 2015, S. 1095–1100